# 魔界天使ジブリール
『魔界天使ジブリール』（まかいてんしジブリール）は、2004年4月23日にフロントウイングから発売された18禁アドベンチャーゲーム。キャッチコピーは「戦う変身ヒロインやられちゃいました」。

## 作品概要
2004年のゴールデンウィーク後のPC NEWS上の「ゴールデンウィークに予想以上に売れたタイトル」でナンバーワンを取得。
2005年4月22日に続編『魔界天使ジブリール -episode2-』、2008年6月27日には3作目『魔界天使ジブリール -episode3-』が発売されている。さらに2010年4月23日に『魔界天使ジブリール4』が発売された。また、2011年7月29日には『戦国天使ジブリール』が発売されている他、2020年4月23日にはDMM GAMESにて『電脳天使ジブリール』がサービス開始された(2021年6月28日14時サービス終了)。

## あらすじ
夏休み。主人公である神野直人は昔から恋心を抱いていた真辺リカに告白をした。その告白は成就し、これからの休みに二人は想いをはせるのだが、突然悪魔だと自称する少年が現れ、リカを連れ去ろうとする。そこへこれまた突然、天使だと自称する少女があらわれ、二人を助けた。
悪魔は逃げたが、力をほぼ使い果たしてしまった。そこへ現れたのが、リカと直人のクラスメイトである音無芽衣美。彼女は直人へ片思いをしていたのだが、直人がリカに告白するところを見てしまい、嫉妬を感じてしまっていた。悪魔はそこへ付け入り、嫉妬心を煽って芽衣美を悪の変身ヒロインとして自分の代わりに戦わせようとする。
天使はといえば、彼女もやはり力のほとんどを使い果たしてしまっていた。天使はラブリエルと名乗ってリカへ自分の力を分け与え、聖天使ジブリールとなって戦うように頼む。しかし、リカが天使へと変身したり天使の技を覚えるためにはアモーレパワーが必要であるが、それを溜めるには直人と交尾、つまり性交をしなければならないとの事だった。

## 登場人物
神野 直人（じんの なおと）
主人公。かなりのスケベ。そのくせツッコミ担当。アッパーパンチでラブリエルを家の天井に食い込ませる。
真辺 リカ（まなべ リカ）
声：青山ゆかり
直人の幼馴染でメインヒロイン。かわいくて成績優秀。主にラブリエルのボケに乗る役目。貞操観念が強く、性的な事は結婚してからだと言う主義であったが、天使に変身したり技を使うために必要なアモーレを溜めるため、直人と性交する事となってしまう。
聖天使ジブリール（せいてんしジブリール）
リカが天使の力で変身した姿。決め台詞は「エッチな犯罪許しません!」。
衣装は白スク水にピンク色のかなり短い上着、ひじまである手袋、ニーソックス右太腿に金色のリングを装着している。それに加えて天使の象徴である黄色い輪。水色の髪の毛とエメラルドグリーンの瞳を持つ。
ラブリエル曰く「それぞれの女の子が理想とする姿が具現化したもの」らしい。フロントウイング代表の山川竜一郎はデザインコンセプトについて、「一番弱くやられそうなイメージ」と語っている。
名前の由来は大天使ガブリエルのアラビア語読みJibrīlである(ウィキペディア「ジブリール」より)。
ラヴリエル・ド・ドットプランシェ
声：野神奈々
天使なのだがかなりシュールなボケを披露する漫才要員。かなりのロリ体型で小さい。主人公には「ラヴ公」と呼ばれる。
年齢は「1万とんで9歳」耳年増だが、セックスの事を「交尾」と呼ぶ。
名前の由来は大天使ガブリエルと愛→ラブの合成から。
音無 芽衣美（おとなし めいみ）
声：まきいづみ
リカと直人の幼馴染でサブヒロイン。性格は内気で、直人に片思いをしていたが直人がリカに告白するところをみて嫉妬し、その嫉妬心をアスモに利用される。
ミスティメイ
芽衣美が悪魔の力で変身した姿。とりあえず上司であるはずのアスモも手をつけられないほどのドS。
戦闘の際に使う触手の名前は「エターナルワーム」と言う非常に芸達者な奴である。
アスモデウス
声：海原エレナ
悪魔。階級は二等兵。芽衣美を悪魔の力でミスティメイに変身させるが、ミスティメイに蹴られる。こちらもまたかなり小さい体型。
芽衣美がリカの襲撃に失敗するたび、陵辱度の高いお仕置きを加える。彼も1万とんで9歳である。
名前の由来は悪魔アスモデウス。
玲菜
声：不明
レストラン「下剋上」で働くウェイトレス。巨乳の美人であり、直人に好意的な態度をとっている。
悪魔による襲撃で衣服を破られたり店長と性交させられるなど散々な目に遭っているが、後に意外な人物の正体であることが明らかになる。
レイラージュ
声：不明
悪魔。階級は魔界将軍。巨乳の美人で露出度の高い恰好をしている。実は玲菜の正体。
悪魔であることを隠して直人に接近、直人を誘惑して自分の肉体に溺れさせることでリカとの仲を引き裂こうとする。
人への誘惑が失敗した後も直人との性交は爽快だったらしく、直人の意思を無視して性交するなど傍若無人な行動をとっている。
ナレーター
声：不明
「説明しよう」の台詞とともに、さまざまな解説をするが、時々関係のないことを話したりする。
ゲーム中では「実は超有名」などと言われているが、誰かは不明。

## スタッフ
- シナリオ：ヤマグチノボル・屑美たけゆき・橘ぱん・奈落ハジメ
- 原画：空中幼彩
- オープニングテーマ 『レッゴー ラヴリィ 変身タイム!』
  - 作曲・作詞・歌：U

## 関連商品

### アニメ
- アニマックより発売のアダルトアニメ。アニマックが活動停止後はミルキーレーベルに版権が引き継がれ、ベスト版も同社から発売されている。本作および、『クルアーン』に登場するジブリールのアルファベット表記はDJIBRILであるが海外版はJIBURIRUと表記。
  1. 2004年11月26日発売
  2. 2005年1月28日発売
  3. 2005年3月25日発売
  4. 2005年6月24日発売

  - THE BEST 2008年10月25日発売

### 書籍
- 小説「魔界天使 ジブリール」
  - 2005年11月発売、影山二階堂 著、ハーヴェスト出版刊 ISBN 4-434-06830-X
- ビジュアルファンブック
  - 2004年8月発売、ソフトバンクパブリッシング刊 ISBN 4-7973-2787-1
- 魔界天使ジブリールEPISODE2 オフィシャルファンブック
  - 2005年11月発売、宙出版刊 ISBN  4-7767-9225-7
- 魔界天使ジブリール ＋EPISODE2
  - 2005年3月発売、宙出版刊 ISBN  4-7767-9134-X
- 魔界天使ジブリールEPISODE2 - ゲームアンソロジーコミック
  - 2005年9月発売、宙出版刊 ISBN  4-7767-9217-6
- 魔界天使ジブリール3 - アンソロジーコミックEX
  - 2008年7月発売、オークス刊 ISBN 978-4-86105-598-0
- 魔界天使ジブリール3 ビジュアルファンブック
  - 2008年8月発売、マックス刊 ISBN 978-4-903491-76-9
- 魔界天使ジブリール4 ビジュアルファンブック
  - 2010年7月14日発売、エンターブレイン刊 ISBN 978-4-04-726643-8
- 漫画『魔界天使ジブリール』
  - 秋田書店『チャンピオンRED いちご』Vol.7 - 11連載、〈チャンピオンREDコミックス〉、作画：蒼一郎、2009年3月19日発売[2]、ISBN 978-4-253-23079-7

episode3までの物語を漫画化。

### ゲーム
メガミエンゲイジ
　ONE-UPが運営する戦略シミュレーションカードバトルに作品参加している。